# San Martino del Lago
San Martino del Lago là một đô thị ở tỉnh Cremona, vùng Lombardia của Italia, có vị trí cách khoảng 100 km về phía đông nam của Milan và khoảng 25 km về phía đông nam của Cremona. Tại thời điểm ngày 31 tháng 12 năm 2004, đô thị này có dân số 511 người và diện tích là 10,4 km².
San Martino del Lago giáp các đô thị: Ca' d'Andrea, Cingia de' Botti, Scandolara Ravara, Solarolo Rainerio, Voltido.